# إدوارد إم. تشن
إدوارد إم. تشن (بالإنجليزية: Edward M. Chen) هو محامي وقاضي أمريكي، ولد في 20 يناير 1953 في أوكلاند في الولايات المتحدة.